# Gancio di trazione AAR
Il gancio Janney detto anche gancio di trazione AAR è un sistema di giunzione semiautomatica originato negli Stati Uniti di carri ferroviari e locomotive, soprattutto per carichi pesanti e per treni merci.
Il gancio è anche detto “knuckle joint” o “giunzione a mascelle” fu originato dal brevetto di Eli H. Janney, nel 1873 (U.S. Patent 138,405).
Eli H. Janney fu un Maggiore dell’Esercito Confederato durante la guerra civile americana.
Sono state realizzate moltissime versioni e tipi, in genere tutte più o meno compatibili, realizzati in seguito da operatori ferroviari, e costruttori diversi.
Per porre fine a tutte le numerose varianti, spesso create per non pagare diritti di brevetto fu definito uno standard progressivamente sostenuto dai costruttori, poi confluito in norme e tipi codificate dalla AAR, (Association of American Railways, cioè Associazione Americana delle Ferrovie).
Permane ancora comunque un notevole numero di tipi di gancio per diversi tipi di utilizzi, per entità di carico, ed ambiente.

## Scopo
Scopo della invenzione era quello di evitare la giunzione dei mezzi nei convogli, (carri e locomotive) con il vecchio sistema “a respingenti e catena” che era lento, faticoso, e molto pericoloso, dato che gli operatori alla giunzione dovevano passare sotto i respingenti e sollevare e posizionare la catena sul gancio, tra i carri.

## Funzionamento
L’aggancio con il gancio AAR avviene con la spinta energica dei mezzi tra loro sul binario, in tal modo le “mascelle” del gancio si chiudono e dispositivi di blocco rendono solidale la giunzione. 
Lo sgancio avviene con il disimpegno dei dispositivi di blocco, e può essere effettuato da leve azionabili da lato del convoglio.
L’aggancio è semiautomatico, dato che restano da effettuare le connessioni dell’aria di frenatura e dei contatti elettrici, azione che a giunzione di trazione costituita è sufficientemente agevole.
L'affidabilità del giunto è discreta ma non eccellente, anche considerando che la spinta di chiusura del giunto, e le spinte di trazione incidono su perni, che sono quindi duramente impegnati in un utilizzo che spesso è grezzo e violento. È stato inoltre notato che errori di allineamento dei ganci producono difetti di aggancio che possono essere dannosi, devono essere risolti con interventi manuali, e provocano ritardi.

## Alternative
La maggiore alternativa al gancio a mascelle AAR americano, usato ampiamente nel mondo anche al di fuori degli Stati Uniti (Canada, Australia, Nuova Zelanda, Giappone, Cina, Messico, Sud Africa, Sud America), è il gancio di trazione S-A3 (russo), che è basato su progetto del gancio di trazione Willison (inglese).
Il gancio S-A3 non affida il supporto delle spinte a perni, ma bensì all’incastro di parti piane ad ampia superficie di appoggio e supporto.
La situazione della Europa occidentale è ancora complessa dato che la carenza progettuale della UIC ha recato solo recentemente (2002) un progetto risolutore nel gancio di trazione C-Akv di origine soprattutto tedesca che, basato e compatibile col C-A3 russo, ne ovvia alcuni problemi, è completamente automatico, e potrebbe essere la via per la progressiva sostituzione dei ganci a respingenti e catena.